# Plattform gegen Atomgefahren

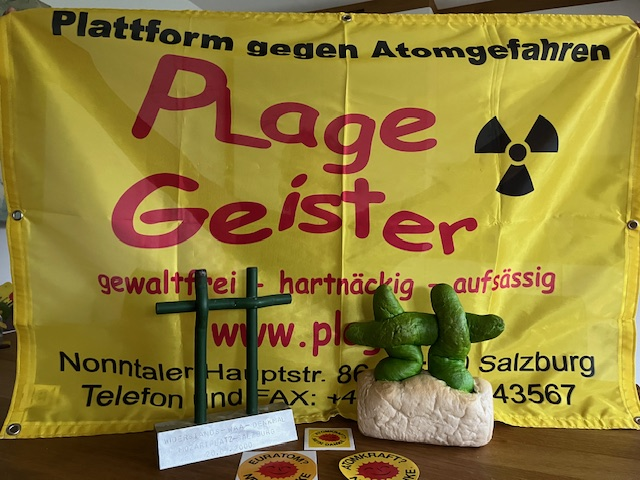
PLAGE-Geister-Transparent

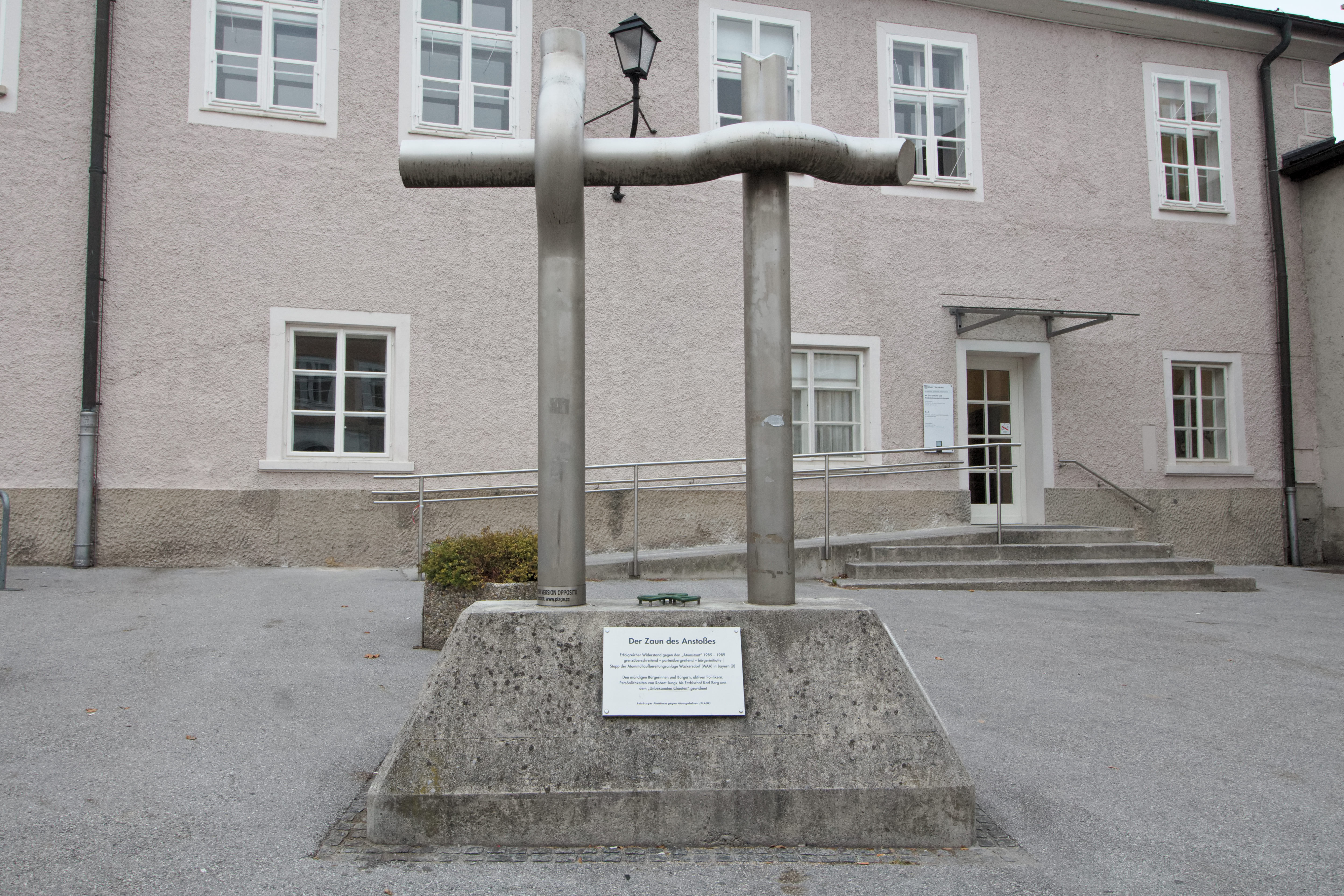
PLAGE-WAA-Widerstands-DenkMal am Mozartplatz (Salzburg)

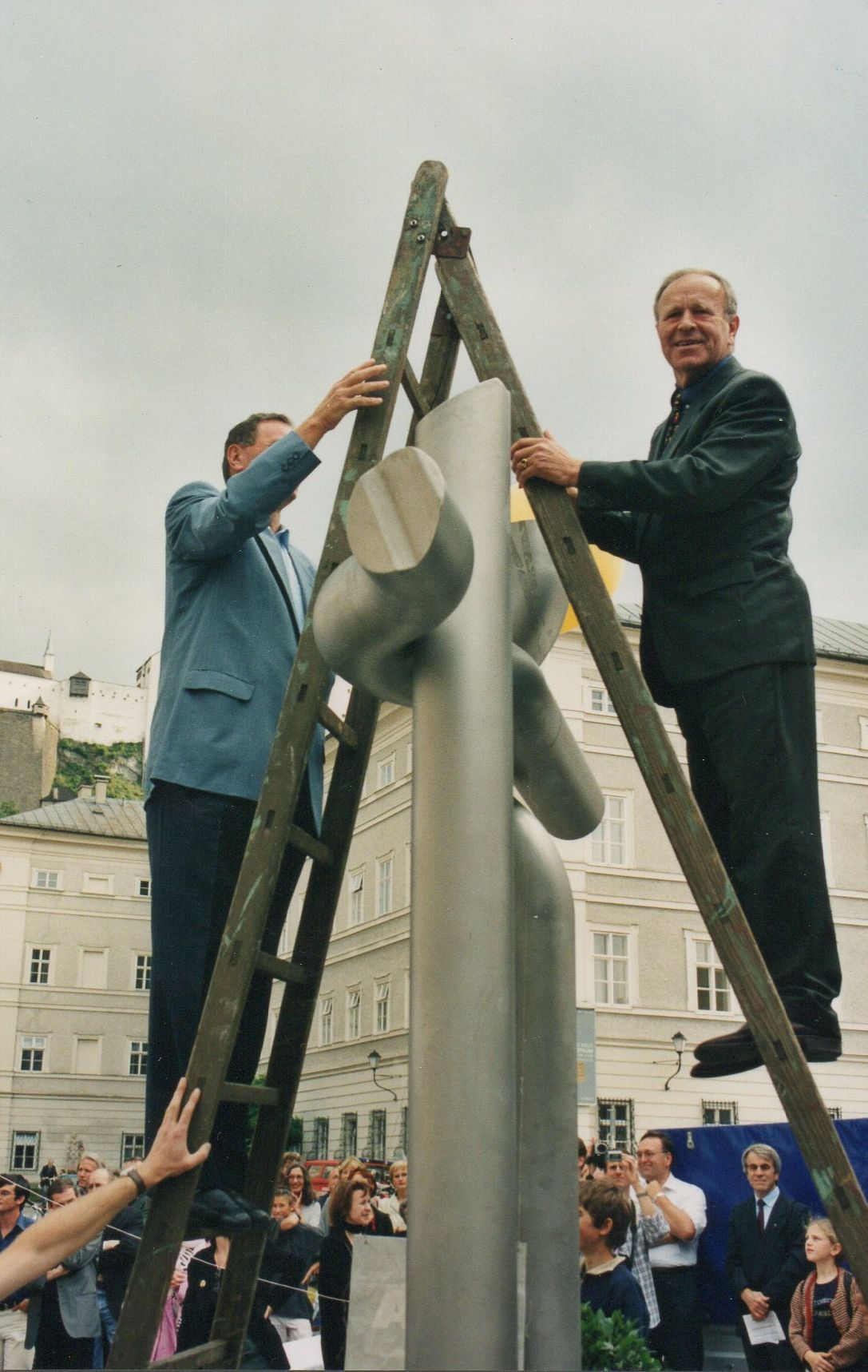
Enthüllung: Josef Reschen und Hans Schuierer am PLAGE-Denkmal, 2000

Die Plattform gegen Atomgefahren bzw. Plattform gegen Atomgefahren Salzburg (PLAGE) e.V. ist eine Anti-Atom-Organisation in Salzburg (Österreich).Sie gehört zur Anti-Atomkraft-Bewegung in Österreich und engagiert sich für erneuerbare Energien.

## Geschichte
Die PLAGE wurde am 20. Mai 1986, kurz nach der Katastrophe von Tschernobyl (26. April 1986), als Salzburger Plattform gegen die Wiederaufbereitungsanlage Wackersdorf gegründet. Bis 1987 wurden 120.000 Salzburger Unterschriften gegen die Wiederaufarbeitungsanlage gesammelt (insgesamt knapp 900.000 Einwendungen, davon aus Österreich 453.000). Im Frühjahr 1989 fiel die Entscheidung, dass die Wiederaufbereitungsanlage nicht gebaut wird. Nach dem WAA-Aus 1989 wurde die Plattform umbenannt in Plattform gegen Atomgefahren (PLAGE).

## Aktivitäten
- 1987 erhielt die PLAGE den Umweltpreis des Landes Salzburg.[2]
- 1988 und 1999 sammelte PLAGE 400.000 Unterschriften gegen das Kernkraftwerk Temelín.
- 1990 spendete die PLAGE medizinische Geräte und Medikamente im Wert von über 2 Mio. Schillinge für die Opfer von Tschernobyl.
- 1991 entstand das längste Transparent der Welt gegen das AKW Temelín. Das 10,6 km lange Zeichen des Widerstandes wurde von Týn nach Temelín abgerollt. 1993 erfolgte der Eintrag ins Guinness-Buch der Rekorde.[3]
- 1997 entdeckte Thomas Neff radioaktiv strahlende Tachometerscheiben in Lokomotiven der ÖBB. Er erreichte zusammen mit den ÖBB die Umstellung auf ungefährliche Tachometerscheiben. ÖBB-Belegschaft und Neff erhielten dafür den Umweltpreis des Landes Oberösterreich 1998.
- 2000 „Zaun des Anstoßes“ bzw. „Wackersdorf-Widerstand-DenkMal“ auf dem Mozartplatz in Salzburg[4][5][6]

Das 2,5 m hohe „Wackersdorf-DenkMal“, in dem auch Originalteile des berüchtigten „Bauzauns“ um die Wiederaufarbeitungsanlage Wackersdorf verarbeitet sind, wurde von Thomas Neff entworfen. Als Inspiration diente ihm dabei eine kleine Skulptur eines Oberpfälzers, die einen Ausschnitt des Originalbauzauns enthält. Die Konstruktion erfolgte durch zwei Mitarbeiter des Salzburger Bauhofes. Am 20. Juli 2000 (Festspieleröffung) wurde es zwischen Mozartsteg und Mozartplatz enthüllt. Anwesend waren u. a. Hans Schuierer (ehem. Landrat von Schwandorf), Josef Reschen (ehem. Bürgermeister von Salzburg) und Bürgermeister Heinz Schaden. Ministerpräsident Edmund Stoiber war eingeladen.
„Der Zaun des Anstoßes“ ist den mündigen Bürgerinnen und Bürgern, aktiven Politikern, Persönlichkeiten von Robert Jungk bis Erzbischof Karl Berg und dem „Unbekannten Chaoten“ gewidmet.
(Schon 1986 hatte Richard Hörl auf dem Alten Markt ein nachgebildetes WAA-Bauzaunelement mit Stacheldraht obenauf errichtet.)
- 2021 Veröffentlichung der plage Analyse 2021, die sich kritisch mit EURATOM auseinandersetzt.[10]
- Angebot für Schulen: Mess- und Experimentierkoffer zum Thema Radioaktivität[11]

## Bekannte Mitglieder/Aktivisten

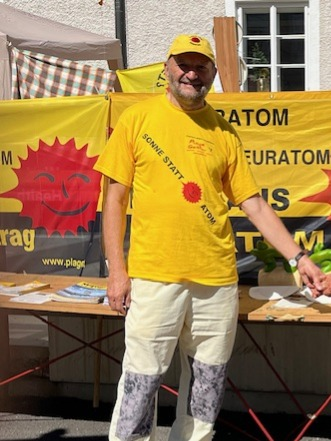
Thomas Neff 2025

- Heinz Stockinger: PLAGE-Gründungsmitglied, Konrad-Lorenz-Preis, Nuclear-Free Future Award u. a.
- Thomas Neff: Aktionsleiter, Umwelt-Verdienstzeichen 2021[12], Goldenes Verdienstzeichen der Republik Österreich[13], Hungerstreik gegen EURATOM[14], Idee zum Wackersdorf Denk-Mal[15][16][17]
- Maria Fellner: Umwelt-Verdienstzeichen 2020[18][19][20]
- Hannes Augustin: Biologe, PLAGE-Gründungsmitglied, Konrad-Lorenz-Preis[21][22]
- Franz Daschil: Physiker, ehemaliger PLAGE-Obmann[23]

## Auszeichnungen
- 1987 Umweltpreis des Landes Salzburg
- 1991 Konrad-Lorenz-Preis der Republik Österreich
- 1996 Wahl der beiden Sprecher zu Salzburger und Salzburgerin des Jahres (2. Platz)
- 1997 Umweltschutzpreis der Stadt Linz – Strahlende Wecker
- 1998 Umweltschutzpreis des Landes Oberösterreich – Sanierung Arbeitsplatz ÖBB
- 2006 Energy Globe Award Salzburg – Rubrik Jugend für das Solarkocherprojekt
- 2011 Nuclear-Free Future Award für das Engagement von PLAGE-Aktivist Heinz Stockinger
- 2017 Österreichischer Solarpreis für das besondere persönliche Engagement für Erneuerbare Energien von Heinz Stockinger
- 2020 Umwelt-Verdienstzeichen des Landes Salzburg für das Engagement von Heinz Stockinger und Maria Fellner
- 2020 Europäischer Solarpreis – Kategorie "Medien und Kommunikation" – Kurzvideo "Quit EURATOM"
- 2021 Umwelt-Verdienstzeichen des Landes Salzburg für das Engagement von PLAGE-Aktivist Thomas Neff
- 2021 Goldenes Verdienstzeichen der Republik Österreich für das Engagement von Thomas Neff (Team)

## Videos
- PLAGE-Video-Kanal[24]
- "Raus aus EURATOM"[25][26][27][28][29][30][31][32]